# Elena (film)
Elena è un film del 2011 diretto da Andrej Petrovič Zvjagincev.

## Trama
Mosca: Elena e Vladimir sono una coppia di anziani. Lui è un signore benestante e freddo, lei ha origini più umili ed è una moglie docile. Si sono incontrati quando erano già avanti negli anni ed entrambi hanno figli nati da altri matrimoni. Il figlio di Elena è disoccupato, incapace di mantenere la propria famiglia e chiede di continuo soldi alla madre. La figlia di Vladimir è una giovane donna che con il padre ha un rapporto distante. Un giorno Vladimir ha un attacco di cuore e viene ricoverato in ospedale.
Mentre si trova lì l'uomo capisce che gli rimane poco tempo. Un breve, ma a suo modo tenero, incontro con la figlia lo porta a prendere una decisione importante: sarà lei l'unica erede della sua fortuna. Una volta dimesso e tornato a casa lo comunica alla moglie, che si rende conto ad un tratto che le sue speranze di aiutare finanziariamente il figlio sono vane. E così la timida e sottomessa casalinga si inventa un piano per dare al figlio e ai nipoti un'opportunità reale di avere una vita migliore.

## Distribuzione
È stato presentato nella sezione Un Certain Regard al 64º Festival di Cannes, dove ha vinto il premio speciale della giuria.